# Хохолков-Ростовский, Иван Александрович Буйнос
Князь Иван Александрович Хохолков-Ростовский по прозванию Буйнос — воевода и наместник на службе русских государей Ивана III Васильевича, Василия III Ивановича и в правление Елены Васильевны Глинской при малолетнем Иване IV Васильевиче Грозном.
Из княжеского рода Буйносовы-Ростовские, из рода князей Ростовских. Рюрикович в XX колене, Имел прозвище Буйнос, что означает Удалец. Второй из четырёх сыновей Александра Ивановича Хохолка Ростовского, родоначальник князей Буйносовы-Ростовские. От его старшего брата Фёдора Горбатого происходят Горбатые-Ростовские, младшие братья Андрей и Дмитрий писались, как Хохолковы-Ростовские.

## Биография

### Служба у Ивана III
В 1500 году, во время татарского нашествия на Казань, первый воевода Сторожевого полка «помощных» войск царю казанскому. В этом же году упоминается, как владелец поместий в Водской пятине Новгородской земли. Весной 1501 года, во время Русско-литовской войны, послан первым воеводой полка правой руки в походе из Новгорода на Великое княжество Литовское, а после первый воевода Сторожевого полка в псковских областях против немцев. В 1502 году участвует в походе против шведов.

### Служба у Василия III
Во время войны 1507—1508 гг., в 1507 году первый воевода войск правой руки в походе на Литву. В мае 1508 года ходил первым воеводой войск левой руки в походе из Великих Лук против тогда литовского воеводы Михаила Глинского. В 1509—1510 годах участвовал в походе Василия III на Новгород и Псков. В 1510 и 1513 годах первый воевода Сторожевого полка в походах на Холмский городок. В 1514 и 1516 годах первый воевода Сторожевого полка в походе из Великих Лук к Полоцку. В 1517 году, также в Великих Луках, первый воевода полка левой руки. В 1518 году командовал походом этого полка от Великих Лук к Полоцку, где участвовал в его осаде. В 1519 году сперва четвёртый воевода в Великих Луках, потом упомянут в числе наместников в Новгороде, а после первый воевода в первом походе к Полоцку, также участвовал во втором походе к этому же городу первым воеводой войск левой руки из города Белый. В 1521 году был первым воеводой в Торопце. В 1531 году третий воевода в Великих Луках.

### Служба у Ивана Грозного
В 1535—1536 годах первый воевода войск правой руки в Коломне.

## Семья
От брака с неизвестной имел детей:
- Князь Буйносов-Ростовский Иван Иванович Большой — послан в Казань посланником, откуда возвратился в 1538 году и по возвращении отправлен головою Большого полка на берег Оки, голова в Коломне (1539), стольник и голова в Государевом полку в походе к Полоцку (1551), бездетный.
- Князь Буйносов-Ростовский Василий Иванович по прозванию Почюй — голова и воевода, бездетный.
- Князь Буйносов-Ростовский Дмитрий Иванович — боярин, в январе 1590 года во время государева похода на шведов, оставлен в Новгороде первым при царице Ирине Фёдоровне, бездетный.
- Князь Буйносов-Ростовский Иван Иванович Меньшой — московский дворянин и воевода.

## Критика
В «Истории родов русского дворянства» П. Н. Петрова у отца, князя Ивана Александровича указан ещё пятый сын — князь Буйносов-Ростовский Пётр Иванович, упомянутый в 1603 году бояриным и погибшего в 1607 году. В «Русской родословной книге» А. Б. Лобанова-Ростовского и в родословной книге М. Г. Спиридова — показан сыном князя Буйносова-Ростовского Ивана Ивановича Меньшого (№ 11).